# Rajon Baryschiwka
Der Rajon Baryschiwka (ukrainisch Баришівський район/Baryschiwskyj rajon; russisch Барышевский район/Baryschewski rajon) war eine Verwaltungseinheit innerhalb der Oblast Kiew im Zentrum der Ukraine. Zentrum und Teil des Rajons war Baryschiwka, eine Siedlung städtischen Typs.

## Geschichte
Der Rajon wurde am 7. März 1923 gegründet.
Am 17. Juli 2020 kam es im Zuge einer großen Rajonsreform zum Anschluss des Rajonsgebietes an den Rajon Browary.

## Geographie
Der Rajon Baryschiwka lag im Osten der Oblast Kiew und grenzte im Norden an den Rajon Bobrowyzja (Oblast Tschernihiw), im Osten an den Rajon Shuriwka, im Südosten an den Rajon Jahotyn, im Süden an den Rajon Perejaslaw-Chmelnyzkyj, im Westen an den Rajon Boryspil sowie im Nordwesten an den Rajon Browary.

## Administrative Gliederung
Auf kommunaler Ebene war der Rajon administrativ in eine Siedlungsratsgemeinde und 25 Landratsgemeinden unterteilt, denen jeweils einzelne Ortschaften untergeordnet waren.

### Siedlungen städtischen Typs
| Siedlungen städtischen Typs | Siedlungen städtischen Typs | Siedlungen städtischen Typs |
| Name                        | Name                        | Name                        |
| ukrainisch transkribiert    | ukrainisch                  | russisch                    |
| --------------------------- | --------------------------- | --------------------------- |
| Baryschiwka                 | Баришівка                   | Барышевка (Baryschewka)     |

### Dörfer
| Dörfer                                  | Dörfer                       | Dörfer                                                        | Dörfer             |
| Name                                    | Name                         | Name                                                          | Gemeindezuordnung  |
| ukrainisch transkribiert                | ukrainisch                   | russisch                                                      | Gemeindezuordnung  |
| --------------------------------------- | ---------------------------- | ------------------------------------------------------------- | ------------------ |
| Bakumiwka (bis 2016 Tscherwonoarmijske) | Бакумівка (Червоноармійське) | Бакумовка (Bakumowka)/Червоноармейское (Tscherwonoarmeiskoje) | Paryschkiw         |
| Borschtschiw                            | Борщів                       | Борщёв (Borschtschjow)                                        | Woloschyniwka      |
| Bsiw                                    | Бзів                         | Бзов (Bsow)                                                   | Bsiw               |
| Chlopkiw                                | Хлопків                      | Хлопков (Chlopkow)                                            | Derniwka           |
| Chmeljowyk                              | Хмельовик                    | Хмелевик (Chmelewik)                                          | Jablunewe          |
| Derniwka                                | Дернівка                     | Дерновка (Dernowka)                                           | Derniwka           |
| Dubowe (bis 2016 Bilschowyk)            | Дубове (Більшовик)           | Дубовое (Dubowoje)/Большевик (Bolschewik)                     | Jablunewe          |
| Hostrolutschtschja                      | Гостролуччя                  | Остролучье (Ostrolutschje)                                    | Hostrolutschtschja |
| Hryhoriwka                              | Григорівка                   | Григоровка (Grigorowka)                                       | Jablunewe          |
| Jablunewe                               | Яблуневе                     | Яблоневое (Jablonewoje)                                       | Jablunewe          |
| Jareschky                               | Ярешки                       | Ярешки (Jareschki)                                            | Jareschky          |
| Kornijiwka                              | Корніївка                    | Корнеевка (Kornejewka)                                        | Kornijiwka         |
| Korschi                                 | Коржі                        | Коржи                                                         | Korschi            |
| Lechniwka                               | Лехнівка                     | Лехновка (Lechnowka)                                          | Lechniwka          |
| Leljaky                                 | Леляки                       | Леляки (Leljaki)                                              | Semeniwka          |
| Lukaschi                                | Лукаші                       | Лукаши                                                        | Lukaschi           |
| Lukjaniwka                              | Лук'янівка                   | Лукьяновка (Lukjanowka)                                       | Lukjaniwka         |
| Mala Tarassiwka                         | Мала Тарасівка               | Малая Тарасовка (Malaja Tarassowka)                           | Podillja           |
| Maskiwzi                                | Масківці                     | Масковцы (Maskowzy)                                           | Maskiwzi           |
| Morosiwka                               | Морозівка                    | Морозовка (Morosowka)                                         | Morosiwka          |
| Nedra                                   | Недра                        | Недра                                                         | Nedra              |
| Paryschkiw                              | Паришків                     | Парышков (Paryschkow)                                         | Paryschkiw         |
| Passitschna                             | Пасічна                      | Пасечная (Passetschnaja)                                      | Baryschiwka        |
| Peremoha                                | Перемога                     | Перемога (Peremoga)                                           | Peremoha           |
| Podillja                                | Поділля                      | Подолье (Podolje)                                             | Podillja           |
| Pylyptsche                              | Пилипче                      | Пилипче (Piliptsche)                                          | Pylyptsche         |
| Rudnyzke                                | Рудницьке                    | Рудницкое (Rudnizkoje)                                        | Rudnyzke           |
| Sadowe                                  | Садове                       | Садовое (Sadowoje)                                            | Sadowe             |
| Schowkowe                               | Шовкове                      | Шёлковое (Schjolkowoje)                                       | Woloschyniwka      |
| Schwatschycha                           | Швачиха                      | Швачиха (Schwatschicha)                                       | Baryschiwka        |
| Selyschtsche                            | Селище                       | Селище (Selischtsche)                                         | Selyschtsche       |
| Selytschiwka                            | Селичівка                    | Селичевка (Selitschewka)                                      | Selytschiwka       |
| Semeniwka                               | Семенівка                    | Семёновка (Semjonowka)                                        | Semeniwka          |
| Sesenkiw                                | Сезенків                     | Сезенков (Sesenkow)                                           | Sesenkiw           |
| Ustynkowa Hreblja                       | Устинкова Гребля             | Устинкова Гребля (Ustinkowa Greblja)                          | Woloschyniwka      |
| Wesselyniwka                            | Веселинівка                  | Веселиновка (Wesselinowka)                                    | Wesselyniwka       |
| Wlassiwka                               | Власівка                     | Власовка (Wlassowka)                                          | Sesenkiw           |
| Woloschyniwka                           | Волошинівка                  | Волошиновка (Woloschinowka)                                   | Woloschyniwka      |